# Parafia św. Apostołów Szymona i Judy Tadeusza w Gierałtowicach
Parafia świętych Apostołów Szymona i Judy Tadeusza w Gierałtowicach – parafia rzymskokatolicka, znajdująca się w diecezji opolskiej, w dekanacie Łany.

## Historia
Miejscowość wzmiankowana w 1380 r. Parafia istniała już w 1418 r. w ramach archiprezbiteratu kozielskiego, a kościół był pod wezwaniem św. Jerzego. W okresie reformacji w miejscowości byli protestanci, którzy w 1559 r. wybudowali tutaj kościół pw. św. Judy i Szymona. Stały duszpasterz katolicki wrócił w 1764 r. W 1936 r. drewniany kościół został przeniesiony do Przewozu (parafia Nieznaszyn), a na jego miejscu zbudowano w 1937 r. obecny. Konsekrowany 24 XI 1940 r.